# TT130
TT130 (Theban Tomb 130) è la sigla che identifica una delle Tombe dei Nobili ubicate nell’area della cosiddetta Necropoli Tebana, sulla sponda occidentale del Nilo dinanzi alla città di Luxor, in Egitto. Destinata a sepolture di nobili e funzionari connessi alle case regnanti, specie del Nuovo Regno, l'area venne sfruttata, come necropoli, fin dall'Antico Regno e, successivamente, sino al periodo Saitico (con la XXVI dinastia) e Tolemaico.

## Titolare
TT130 era la tomba di:
| Titolare | Titolo                                            | Necropoli           | Dinastia/Periodo                | Note                                                                                  |
| -------- | ------------------------------------------------- | ------------------- | ------------------------------- | ------------------------------------------------------------------------------------- |
| May      | Responsabile del porto della CIttà del sud (Tebe) | Sheikh Abd el-Qurna | XVIII dinastia (Thutmosi III ?) | nella pianura; circa 50 m a nord del gruppo che comprende le tombe TT50, TT51 e TT111 |

## Biografia
Unica notizia biografica ricavabile dalla tomba, il nome della moglie Tuy.

## La tomba
La TT130 segue lo schema planimetrico tipico delle tombe del periodo a "T" rovesciata; da un cortile, un corridoio adduce a una sala trasversale sulle cui pareti il defunto e la moglie sono in offertorio. Poco discosto, una stele in cui il defunto e la moglie adorano Osiride e Anubi; scene molto danneggiate di due uomini che offrono libagioni al defunto e alla moglie e, su tre registri sovrapposti (non ultimati), rituali funebri sulla mummia. Un dipinto rappresenta una donna in offertorio al defunto e alla moglie che, a loro volta, adorano la dea Hathor in presenza di un gruppo di musiciste (arpiste, liutiste, cantanti e suonatrici di tamburello).
Un corridoio, sulle cui pareti è rappresentato il defunto e altri uomini che escono dalla tomba "per ammirare il disco solare", immette in una camera quasi quadrata sulle cui pareti sono rappresentati due uomini con vasi per libagioni; poco oltre, il defunto e la moglie offrono libagioni a Osiride e Hathor e ispezionano una nave con prodotti provenienti dalla Nubia. Su tre registri sono presenti scene rituali da parte di preti nei confronti del defunto e della moglie, nonché scene molto danneggiate del pellegrinaggio ad Abido e del corteo funebre.

### Annotazioni
1. ↑  La prima numerazione delle tombe, dalla numero 1 alla 253, risale al 1913 con l'edizione del "Topographical Catalogue of the Private Tombs of Thebes" di Alan Gardiner e Arthur Weigall. Le tombe erano numerate in ordine di scoperta e non geografico; ugualmente in ordine cronologico di scoperta sono le tombe dalla 253 in poi.
2. ↑  I campi della Duat, ovvero l'aldilà egizio, si trovavano, secondo le credenze, proprio sulla riva occidentale del grande fiume.
3. ↑  Nella sua epoca di utilizzo, l'area era nota come "Quella di fronte al suo Signore" (con riferimento alla riva orientale, dove si trovavano le strutture dei Palazzi di residenza dei re e i templi dei principali dei) o, più semplicemente, "Occidente di Tebe".
4. ↑  le Tombe dei Nobili, benché raggruppate in un'unica area, sono di fatto distribuite su più necropoli distinte.
5. ↑  Le note, sovente di inquadramento topografico della tomba, sono tratte dal "Topographical Catalogue" di Gardiner e Weigall, ed. 1913 e fanno perciò riferimento alla situazione dell'epoca.

### Fonti
1. ↑  Gardiner e Weigall 1913.
2. ↑  Donadoni 1999,  p. 115.
3. ↑  Gardiner e Weigall 1913, p. 28.
4. 1 2 3  Porter e Moss 1927,  p. 244.
5. ↑  Gardiner e Weigall 1913, pp. 28-29.
6. ↑  Porter e Moss 1927,  pp. 244-245.